# Пересвет (голям десантен кораб, 1991)
Пересвет е голям десантен кораб от проекта 775 (775/III). На въоръжение в Тихоокеанския флот на Русия. Построен е в Полша от корабостроителницата „Сточня Полноцна Бохатерув Вестерпляте“ в Гданск под заводския номер 775/27. Става третия кораб от третата серия ГДК проект 775.

## Тактико-технически характеристики
- Дължина – 112,5 метра
- Ширина – 15 метра (14,9 м)
- Газене – 3,7 метра
- Водоизместимост – 4080 тона (пълна)
- Скорост на хода – 18 възела
- Автономност – 30 денонощия
- Далечина на плаване – 6000 морски мили (при 12 възела скорост)
  - 6100 морски мили (при 15 възела)
- Мореходност – неограничена
- Главен двигател – 2 × дизела
  - Мощност – 2 × 9600 к.с. (обща – 19200 к.с.)
- Винт – 2 ВФШ
- Дизел-генератори – 3
  - Мощност – 3 × 800 кВт

### Въоръжение
- Две 122-мм корабни пускови установки за РСЗО А-215 „Град-М“
- Два 30-мм зенитни артилерийски комплекса АК-630М
- Един 76-мм универсален артилерийски комплекс АК-176
- Две 45-мм универсални оръдия 21-КМ
- ПЗРК „Игла“ (32 ракети)
- Шест противодиверсионни гранатомета
- До сто морски мини с различна класификация

### Радиоелектронно въоръжение
- РЛСО НЦ и ВЦ МР-302 „Рубка“
- СУО МР-103 „Барс“
- СУО УПС-73 „Гроза“
- Две установки КЛ-101 на корабния комплекс за РЕП за поставяне на пасивни смущения ПК-16
- Комплекс за поставяне на димни завеси
- Станция за контрол на въздушната и надводната обстановки
- Четири навигационни станции

## Десантни възможности
- Усилена десантно-щурмова рота на морската пехота (до 225 души)
- До 13 средни танка
- До 500 тона различна техника и товари

### Екипаж
Екипажът състои 87 (96) души, от тях:
- офицери – 8 (7) души
- мичмани – 10 (10) души
- старшини и матроси – 69 (81) души

## Строителство
Големият десантен кораб БДК-11 е заложен в Полския град Гданск в корабостроителницата „Stocznia Północna im Bohaterow Westerplatte“ под строителния номер 775/27, по поръчка на Военноморския флот на СССР. Кораба е въведен в състава на Тихоокеанския флот на 10 април 1991 г.

## Служба
БДК-11 пристига във Владивосток на 28 декември 1992 г. извършвайки междуфлотски преход съвместно с БПК „Адмирал Пантелеев“.
През юни 1994 г. БДК-11 взема участие в съвместни руско-американски учения близо до Владивосток.
През август 1996 г. БДК е задействан в съвместните учения на Корпуса на морската пехота на САЩ и ТОФ на Русия под името Cooperation from the sea '96 с цел подобряване на взаимодействието при провеждането на ликвидация на последствията от природни бедствия и при хуманитарни мисии.
През юни 2004 г. БДК-11 и БДК-98 се намират на учения. На 30 август БДК-11 посещава японския порт Куре, а на 4 септември са проведени съвместни учения със силите за самоотбрана на Япония PASSEX.
През август 2005 г. БДК-11 посещава китайският порт Циндао, след което преминава широкомащабни учения с ВМС на Китайската Народна Република. В ученията от страна на руския ВМФ са задействани БПК „Маршал Шапошников“, ЕМ „Бурный“, БДК-11, танкера „Печенга“, буксира СБ-520, ракетоносци Ту-95МС, Ту-22М3 и 3 десантно-щурмова рота на 165 Усурийски казачи полк морска пехота 550-а дивизия морска пехота на Тихоокеанския флот. Ученията преминават на три етапа: във Владивосток, на полигона Ланъятай (източнокитайската провинция Шандун) и в Жълто море. Също през тази година кораба е задействан в първия „Поход на паметта“, посветен на 60-летието от Победата на съветския народ във Великата Отечествена война, по местата на бойната слава на воините-тихоокеанци с посещаване на Залив Съветский, Корсаков, Преображение, Находка, Славянка.
На 24 януари 2006 г. главнокомандващия на ВМФ на Руската Федерация Владимир Масорин подписва заповед за присвояване на името „Пересвет“ на десантния кораб БДК-11 в чест на героя от Куликовската битка монаха от Троица-Сергиевския манастир Александр Пересвет. Присвояването на името става със съдействието на администрацията на президента на РФ, Министерството на отбраната и Руската Православна Църква. Самата церемония се състои на 17 февруари 2006 г. В същата година, през май БДК прави посещение в базата на ВМС на САЩ Хагатна, разположена на Марианските острови, и в състава на ОБК (БПК „Маршал Шапошников“, БДК „Пересвет“, танкера „Печенега“, спасителния буксир СБ-522) взема участие в съвместните руско-американски учения PASSEX по оказване на помощ на жертвите на стихийно бедствие. Също през юни съвместно с хидрографския съд ГС-47 и яхтата „Искра“ участва в „Похода на паметта“ посветен на 275-летието от образуването на Тихоокеанския флот на Русия. БДК под командването на капитан 1 ранг Олег Ковирчев с ветерани на Тихоокеанския флот и млади курсанти на борда посещава остров Сахалин (Холмск, Корсаков), Магадан и Охотск а също посещава местата на гибелта на подводните лодки Л-19 М-49, М-63, С-117 и потопяването на крайцера „Новик“.
През 2007 г. БДК „Пересвет“ отново взема участие в „Поход на паметта“ по местата на бойната слава на воините-тихоокеанци.
През юли 2010 г. на морския десантен полигон „Клерк“ на полуостров Клерк преминават тактически учения, станали най-мащабните за последните 20 години, по стоварване на морски десант под ръководството на началника на бреговите войски на ТОФ генерал-майор Сергей Пушкин. В тях вземат участие субмарините от приморското обединение на разнородни сили, големите десантни кораби „Пересвет“, „Ослябя“, БДК-98 и „Николай Вилков“, три десантни катера, морски пехотинци от тихоокеанския и балтийския флотове, авиация на ТОФ.
През 2013 г. БДК „Пересвет“ е включен в състава на девети отряд на групировката на ВМФ на РФ в Средиземно море (БПК „Адмирал Пантелеев“, БДК „Пересвет“, БДК „Адмирал Невелской“), който отплава от Владивосток на 19 март. БДК „Пересвет“ и „Адмирал Невелской“ на 24 май за първи път посещават Новоросийската военноморска база. След изпълняване на задачите им в Индийския океан и Средиземно море отряда се връща във Владивосток на 25 декември. По време на преходите „Пересвет“ извършва посещения в портовете Сингапур, Тартус (Сирия), Бандар Абас (Иран), Лимасол (Република Кипър), Коломбо (Шри Ланка), Бур Сафаг (Египет), Салала (Оман). В последната неделя на юли „Пересвет“ участва в парада на корабите от ТОФ в Деня на Военноморския флот във Владивосток.
През 2014 г. преминават руско-индийски учения в Тихия океан, в които „Пересвет“ приема участие. След това „Пересвет“ е задействан по време на внезапната проверка на боеготовността на войските от ИВО „Восток-2014“.
През февруари 2015 г. „Пересвет“ сдава курсовата задача К-2. През април „Пересвет“, на полигона „Клерк“, участва в отработката на взаимодействието между различни подразделения и в последващата проверка за боеготовността на морските пехотинци от 155-а отделна бригада.
През февруари 2016 г. „Пересвет“ по традиция отработва елементи на курсовата задача К-2. През септември „Пересвет“ в състава на ОБК ТОФ посещава китайския порт Джандзян, след което взема участие в руско-китайското военноморско учение „Морско взаимодействие-2016“, протекло от 12 до 19 септември. ОБК се връща във Владивосток през октомври.

## Бордови номера
- от 1991 г. – 131
- от 1992 г. – 100
- от 1992 г. – 077